# Carlos Jacanamijoy
Carlos Jacanamijoy (Santiago, Putumayo; 27 de marzo de 1964) es un pintor colombiano de origen inga. Su obra de arte ha sido expuesta en más de 25 espectáculos individuales y es parte de la colección permanente del Museo Nacional del Indígena Americano, Casa de Nariño,  así como de varios museos colombianos.

## Trayectoria
Jacanamijoy estudió pintura en bellas artes en la Universidad de La Sabana en Bogotá entre 1983 y 1984. Al año siguiente se trasladó a Pasto, para continuar sus estudios de bellas artes en la Universidad de Nariño.
Entre 1986 y 1990, Jacanamijoy recibió una Maestría en Artes Plásticas de la Universidad Nacional de Colombia en Bogotá. En 1989 también comenzó a estudiar filosofía y literatura en la Universidad de La Salle en 1990. Sus pinturas se caracterizan por paisajes vívidos encarnan la creación y la transformación de la selva de Putumayo en Colombia mediante abstracciones de color y luz , escribe la curadora Navajo, Kathleen Ash-Milby.